# End of a Century
End of a Century è un singolo del gruppo musicale inglese dei Blur, pubblicato nel 1994 ed estratto dall'album Parklife.

## Il video
Il videoclip del brano è preso da una esibizione dal vivo all'Alexandra Palace.

## Tracce
7" e Cassetta
1. End of a Century (Albarn, Coxon, James, Rowntree; testo di Albarn) – 2:47
2. Red Necks (Albarn, Coxon, James, Rowntree; testo di Coxon) – 3:04

CD
1. End of a Century – 2:47
2. Red Necks – 3:04
3. Alex's Song (James) – 2:42

## Classifiche
| Classifica (1994) | Posizione massima |
| ----------------- | ----------------- |
| Belgio (Fiandre)  | 49                |
| Regno Unito       | 19                |